# Isida Ajumi
Isida Ajumi (石田 亜 佑 美; Szendai, 1997. január 7. –) japán énekesnő, táncosnő színésznő és modell. A Morning Musume J-pop lányegyüttes 10. generációs tagja, alvezetője és főtáncosa. Mielőtt csatlakozott a Morning Musume-hez, a Dorothy Little Happy táncosa volt.

## Élete
Isida Ajumi 1997. január 7-én született Szendai-ban.

### 2010
Március 8-án B♭ csoport tagjává vált. Július 7-én teljes jogú taggá léptették elő. December 16-án végzett a csoportban, és a Dorothy Little Happy együttes hivatalos táncosa lett.

### 2011
Szeptember 29-én csatlakozott a Morning Musume-hez a csapat tizedik generációs tagjaként.

### 2012
Június 6-12. között a Morning Musumés Tanaka Reina, valamint a 9. és 10. generáció tagjai szerepeltek a Stacey’s Shoujo Saisatsu Kageki című színdarabban.
A Morning Musume 9. és 10. generációja, valamint a S/mileage 2. generációja eventet tartottak, amire a Yokohama Blitzben június 15-én, 18-án és 20-án került sor, Mosuma FC Event ~Gachi☆Kira~ címmel.
Augusztus 24-én bejelentették, hogy Ajumi egy bokaficam miatt egy hónapig nem fog részt veni a Morning Musume tevékenységeken.

### 2013
Március 2-án bejelentették a SATOYAMA e Yukou-n, hogy a SATOUMI mozgalom egy új unitjának, a HI-FIN-nek lesz a tagja Nakadzsima Szakival, Fukuda Kanonnal, Hagivara Maival és Ikuta Erinaval együtt.
Május 15-én bejelentették, hogy az első szólófotókönyve július 15-én jelenik meg.

### 2014
Január 7-én születésnapi koncertet tartott. Május 10-én kiadta második fotókönyvét. Július 2-án kiadta harmadik szóló-DVD-jét.

### 2015
Január 7-én születésnapi eventet tartott „Ishida Ayumi Birthday Event 2015” címmel. 

### 2016
Január 15-én beszélgetős rendezvényt tartott a Hello! Project hivatalos boltjában Akihabarában. 
Október 29-én bejelentette, hogy szerepelni fog az  NHK Education TV Otona e Novel című műsorában.

### 2017
Január 13-án születésnapi rendezvényt tartott „Morning Musume '17 Ishida Ayumi Birthday Event” címmel
Január 26-án és 27-én közös rajongói busztúrát tartott Fukumura Mizukival.

### 2018
Május 27-én megjelent negyedik fotókönyve.

### 2020
Január 7-én kiadta ötödik fotókönyvét.

## Diszkográfia

### Szóló-DVD-k
- [2012.08.18] Greeting ~Ishida Ayumi~
- [2013.08.14] AYUMI in GUAM
- [2014.07.02] Souka -souka-
- [2016.07.27] It's a Beautiful Day

### Szólókislemezek
- [2015] Nee, Milk
- [2016] Mayoi no Mori

## Filmográfia
- [2011-2012] Hello Pro! TIME (ハロプロ！ＴＩＭＥ)

- [2012-2013] Hello! SATOYAMA Life (ハロー! SATOYAMA ライフ)

- [2014-2019] The Girls Live

- [2014–] Ara Ara Kashiko (あらあらかしこ)

- [2019–2020] AI・DOL PROJECT (AI・DOL プロジェクト)

## Publikációk

### Fotókönyvek
1. [2013.07.15] Ishida Ayumi[4]
2. 2014.05.10] shine more[5]
3. [2016.06.27] It's my[6]
4. [2018.04.27] 20th canvas[7]
5. [2020.01.07] believe in oneself[8]

## Fordítás
- Ez a szócikk részben vagy egészben  az   Ayumi Ishida (singer) című angol Wikipédia-szócikk fordításán alapul.  Az eredeti cikk szerkesztőit annak laptörténete sorolja fel. Ez a jelzés csupán a megfogalmazás eredetét és a szerzői jogokat jelzi, nem szolgál a cikkben szereplő információk forrásmegjelöléseként.